# Africactenus acteninus
Africactenus acteninus är en spindelart som beskrevs av Benoit 1974. Africactenus acteninus ingår i släktet Africactenus och familjen Ctenidae.
Artens utbredningsområde är Kongo. Inga underarter finns listade i Catalogue of Life.